# بازداشت توسط شهروندان
بازداشت توسط شهروندان به عمل دستگیر کردن توسط یک شهروند عادی گفته می‌شود؛ فردی که به‌عنوان مقام اجرای قانون قسم‌خورده فعالیت نمی‌کند.